# Культура Эсватини

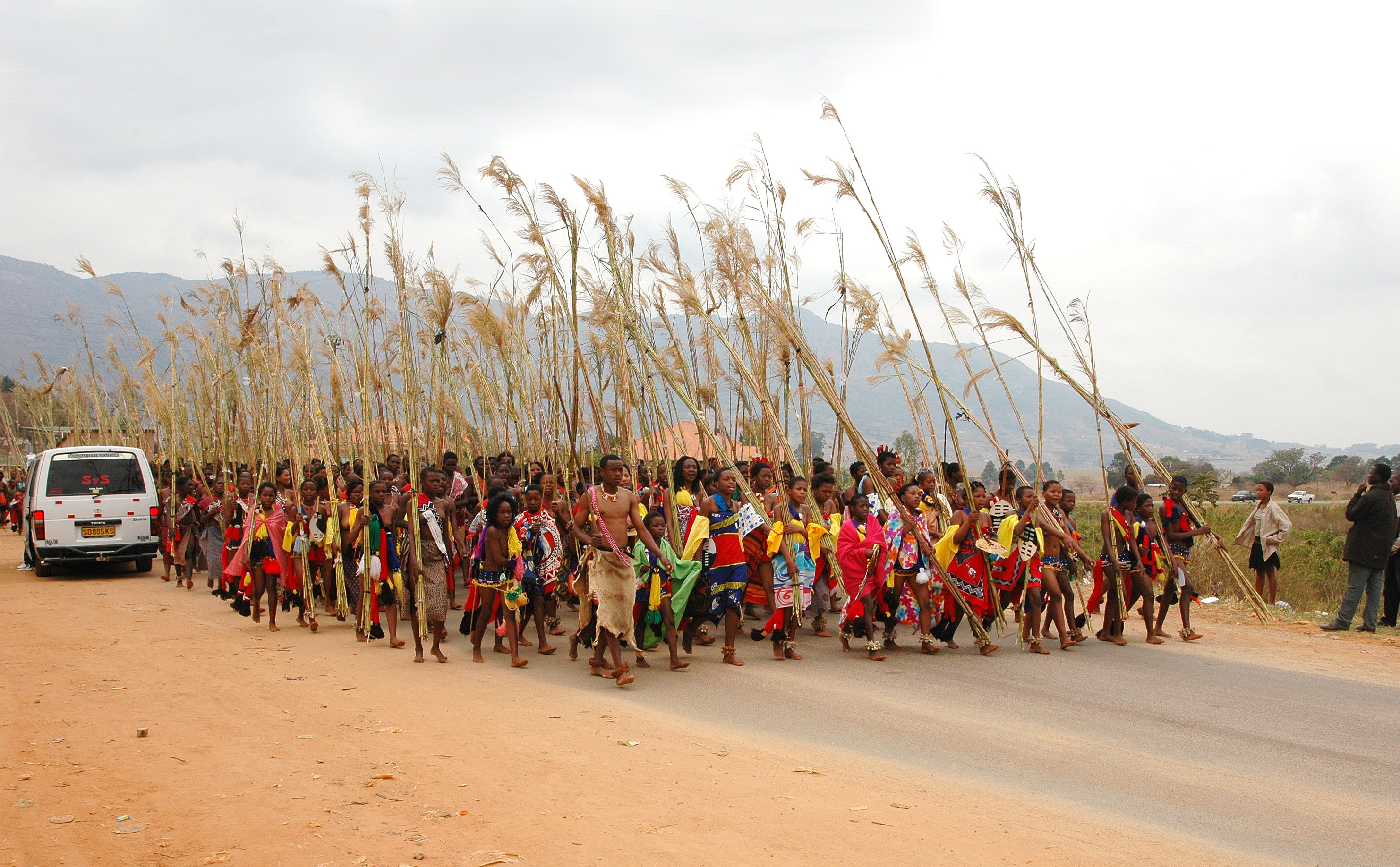
Церемония Умхланга, где десятки тысяч эсватинских девственниц танцуют перед королём. Мбабане, 2006 год.

Свази относятся этнически к бантуязычным народам, в который входят почти 400 этносов и этнических групп, поэтому, также как и у других бантуязычных народов у свази очень сильна традиционная африканская культура с танцами, такие, как например церемония Инквала (иногда называется просто Нквала) и Умквашо, а также проходящий ежегодно фестиваль Умхланга.

## История
Народности банту начали расселение на юг Африки в XV—XVI веках. Миграция была вызвана переходом бантуязычных народов на новый технологический уровень, заключающийся в освоении земледелия и керамики.
Народ свази сформировался примерно к XVIII веку.

## Умхланга
Умхланга (umhlanga — тростник обыкновенный на свати и зулу), тж. «Танец тростника» — традиционное ежегодное массовое торжество в Эсватини, кульминацией которого является танец нескольких тысяч полуобнажённых эсватинских девушек, желающих стать одной из жён короля Эсватини.
В 2007 году на фестивале Умхланга принимали участие 70 тысяч девушек.